# Pro Patria et Libertate Sezione Calcio 1979-1980
Questa voce raccoglie le informazioni riguardanti la Pro Patria et Libertate Sezione Calcio nelle competizioni ufficiali della stagione 1979-1980.

## Stagione
Viene riconfermato Vittorino Calloni sulla panchina bustocca, ma i risultati non soddisfano la piazza, a febbraio viene sostituito da altri due ex tigrotti, Eldino Danelutti e Camillo Baffi, che fermano la deriva della squadra e conducono la Pro Patria al decimo posto finale. Salgono di Categoria il Modena ed il Trento.
Nella Coppa Italia di Serie C la Pro Patria, nel quarto girone di qualificazione fa da comprimaria a Varese e Legnano che vincono il girone, passa il Varese per differenza reti.

## Rosa
| N. |                   | Ruolo | Calciatore            |
| -- | ----------------- | ----- | --------------------- |
|    | Italia (bandiera) | A     | Giancarlo Aliverti    |
|    | Italia (bandiera) | C     | Ugo Baiguera          |
|    | Italia (bandiera) | D     | Francesco Bartezzaghi |
|    | Italia (bandiera) | C     | Patrizio Bonafè       |
|    | Italia (bandiera) | P     | Luigi Bonetti         |
|    | Italia (bandiera) | D     | Giovanni Bosco        |
|    | Italia (bandiera) | P     | Maurizio Brevi        |
|    | Italia (bandiera) | P     | Franco Casiraghi      |
|    | Italia (bandiera) | D     | Damiano Chiodini      |
|    | Italia (bandiera) | A     | Paolo Frara           |
|    | Italia (bandiera) | C     | Nicola Lupone         |

| N. |                   | Ruolo | Calciatore           |
| -- | ----------------- | ----- | -------------------- |
|    | Italia (bandiera) | C     | Mariano Marchetti    |
|    | Italia (bandiera) | C     | Silvano Moroni       |
|    | Italia (bandiera) | A     | Walter Puricelli     |
|    | Italia (bandiera) | C     | Massimo Rovellini    |
|    | Italia (bandiera) | C     | Walter Russo         |
|    | Italia (bandiera) | C     | Salvatore Saporito   |
|    | Italia (bandiera) | D     | Pier Luigi Santirana |
|    | Italia (bandiera) | A     | Giacomo Speranza     |
|    | Italia (bandiera) | A     | Oscar Spineto        |
|    | Italia (bandiera) | C     | Adriano Strada       |
|    | Italia (bandiera) | D     | Gioacchino Vallacchi |

## Risultati

### Campionato

#### Girone di andata
| Arbitro: | Graziani (Vicenza) |

|                         |           |  |
| Trevisan 46’ Cuoghi 78’ | Marcatori |  |

| Arbitro: | Costa (Castelfranco Veneto) |

|               |           |                             |
| Puricelli 30’ | Marcatori | 36’ Tosi 74’ Mauri 83’ Dedè |

| Arbitro: | T. Sanna (Alghero) |

|  |           |                        |
|  | Marcatori | 16’ Baiguera 85’ Frara |

| Arbitro: | Amendolia (Messina) |

|                   |           |                   |
| L. Speggiorin 51’ | Marcatori | 33’ (aut.) Mancin |

| Arbitro: | Viterbo (Ivrea) |

|                           |           |                                       |
| Busnardo 38’ V. Rossi 76’ | Marcatori | 52’ Baiguera 59’ Marchetti 60’ Bonafè |

| Arbitro: | Bragantini (Cervignano del Friuli) |

|                         |           |  |
| Puricelli 17’ Frara 36’ | Marcatori |  |

| Arbitro: | Laudato (Taranto) |

|                                    |           |  |
| Berlini 23’ Pillon 49’ Pezzato 88’ | Marcatori |  |

| Arbitro: | Cassi (Pisa) |

|                    |           |  |
| Puricelli 11’, 86’ | Marcatori |  |

| Arbitro: | Giometti (Genova) |

|                                  |           |                |
| 63’ Rossetti 67’ (rig.) Regonesi | Marcatori | Frara 48’, 59’ |

| Busto Arsizio 2 dicembre 1979 10ª giornata | Pro Patria     | 0 – 0 | Carpi | Stadio Carlo Speroni\| Arbitro: \| Rainone (Nola) \| |
| Arbitro:                                   | Rainone (Nola) |       |       |                                                      |

| Arbitro: | Ciangola (Roma) |

|                              |           |  |
| Cianchetti 40’ Bertocchi 60’ | Marcatori |  |

| Busto Arsizio 16 dicembre 1979 12ª giornata | Pro Patria        | 0 – 0 | Adriese | Stadio Carlo Speroni\| Arbitro: \| Fassari (Catania) \| |
| Arbitro:                                    | Fassari (Catania) |       |         |                                                         |

| Arbitro: | Catania (Roma) |

|                        |           |  |
| Russo 17’ Baiguera 89’ | Marcatori |  |

| Arbitro: | Tosti (Livorno) |

|                             |           |               |
| Onorini 22’ Rota 90’ (rig.) | Marcatori | 88’ Puricelli |

| Arbitro: | Chiesa (Genova) |

|              |           |                  |
| Aliverti 37’ | Marcatori | 4’, 30’ Bresolin |

| Arbitro: | Viterbo (Ivrea) |

|                                      |           |           |
| Cagnin 70’ A. Rossi 72’ Dreolini 89’ | Marcatori | 79’ Frara |

| Arbitro: | Zuccaro (Catania) |

|                  |           |            |
| Cozza 29’ (aut.) | Marcatori | 52’ Vivani |

#### Girone di ritorno
| Arbitro: | Pellicanò (Reggio Calabria) |

|  |           |              |
|  | Marcatori | 36’ Trevisan |

| Arbitro: | D'Orlando (Tolmezzo) |

|                         |           |  |
| Tosi 63’ Mauri 75’, 88’ | Marcatori |  |

| Busto Arsizio 17 febbraio 1980 20ª giornata | Pro Patria          | 0 – 0 | Rhodense | Stadio Carlo Speroni\| Arbitro: \| Simonetti (Taranto) \| |
| Arbitro:                                    | Simonetti (Taranto) |       |          |                                                           |

| Arbitro: | T. Sanna (Alghero) |

|                                 |           |  |
| Turola 41’, 64’ Bivi 86’ (rig.) | Marcatori |  |

| Arbitro: | Baldini (Livorno) |

|                               |           |  |
| Saporito 9’, 27’ Baiguera 58’ | Marcatori |  |

| Arbitro: | Lorenzetti (Macerata) |

|                          |           |            |
| Sironi 74’ Ubertazzi 81’ | Marcatori | 46’ Lupone |

| Busto Arsizio 16 marzo 1980 24ª giornata | Pro Patria    | 0 – 0 | Padova | Stadio Carlo Speroni\| Arbitro: \| Greco (Lecce) \| |
| Arbitro:                                 | Greco (Lecce) |       |        |                                                     |

| Arbitro: | Di Sabatino (Teramo) |

|            |           |                   |
| Tonini 57’ | Marcatori | 70’, 89’ Saporito |

| Busto Arsizio 30 marzo 1980 26ª giornata | Pro Patria        | 0 – 0 | Fanfulla | Stadio Carlo Speroni\| Arbitro: \| Basile (Siracusa) \| |
| Arbitro:                                 | Basile (Siracusa) |       |          |                                                         |

| Arbitro: | Fassari (Catania) |

|             |           |           |
| Bonetti 72’ | Marcatori | 41’ Frara |

| Arbitro: | Baroni (Macerata) |

|               |           |               |
| Puricelli 28’ | Marcatori | 8’ Cianchetti |

| Arbitro: | Marascia (Roma) |

|  |           |                  |
|  | Marcatori | 67’ M. Marchetti |

| Arbitro: | Belfiori (Perugia) |

|                   |           |  |
| Pradella 40’, 62’ | Marcatori |  |

| Arbitro: | Bin (Torino) |

|                             |           |                           |
| Lesca 20’ (aut.) Lupone 50’ | Marcatori | 36’ Ticozzelli 53’ Gelosi |

| Arbitro: | Allegrezza (Pesaro) |

|              |           |           |
| Bresolin 45’ | Marcatori | 35’ Frara |

| Arbitro: | Zuccaro (Catania) |

|                                    |           |                           |
| Frara 26’ Sartirana 35’ Moroni 90’ | Marcatori | 22’ Dreolini 57’ Angeloni |

| Arbitro: | Bragagnini (Udine) |

|                                   |           |                         |
| Ziviani 26’ (rig.) Stefanelli 38’ | Marcatori | 29’ Frara 46’ Marchetti |

### Coppa Italia

#### Quarto Girone
| 26 agosto 1979 1ª giornata |  | – Turno riposo Pro Patria |  |  |

| Arbitro: | Gamberini (Monza) |

|                                                          |           |                      |
| Di Giovanni 1’ Ascagni 30’, 71’ Salvadè 68’ Facchini 73’ | Marcatori | 82’ (rig.) Puricelli |

| Arbitro: | De Marchi (Novara) |

|  |           |                  |
|  | Marcatori | 66’, 74’ Stefani |

| 9 settembre 1979 4ª giornata |  | – Turno ripiso Pro Patria |  |  |

| Arbitro: | Ronchetti (Carpi) |

|                     |           |  |
| Saporito 47’ (rig.) | Marcatori |  |

| Arbitro: | Giometti (Genova) |

|                |           |  |
| Ticozzelli 80’ | Marcatori |  |